# Corner-Gletscher
Der Corner-Gletscher ist ein steiler Gletscher im ostantarktischen Viktorialand. In der Deep Freeze Range fließt er zwischen dem Black Ridge und Mount Dickason zur Nansen-Eistafel.
Die Nordgruppe der britischen Terra-Nova-Expedition (1910–1913) unter der Leitung des britischen Polarforschers Robert Falcon Scott erkundete den Gletscher erstmals und benannte ihn nach seiner geografischen Lage im Verhältnis zur Nansen-Eistafel.